# Anaga

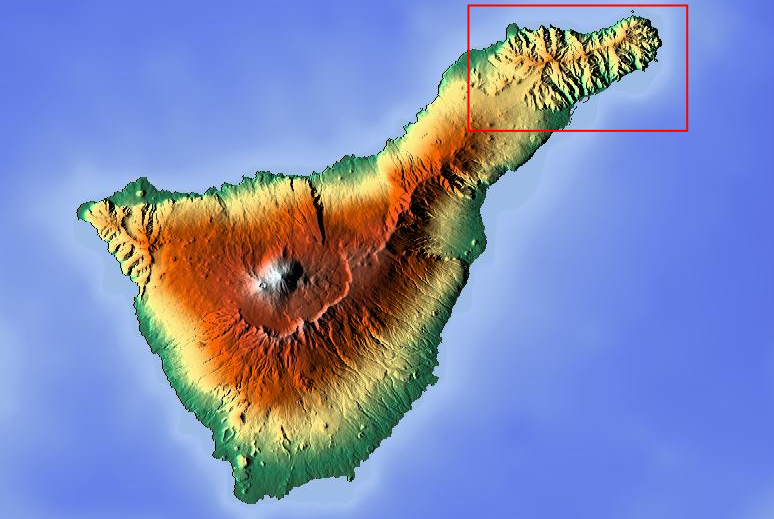
vymezení pohoří na ostrově

Vymezení chráněného území Anaga

Anaga je název horského masivu a historického regionu tvořícího severovýchodní cíp ostrova Tenerife. Podstatná část pohoří (144 km²) je chráněna jako tzv. Parque rural de Anaga, od roku 2015 je zároveň biosférickou rezervací UNESCO.
Nachází se na území obce Santa Cruz de Tenerife, částečně zasahuje i do obcí San Cristóbal de La Laguna a Tegueste. Nejvyšším bodem je Cruz de Taborno (1 020 m n. m.), dalšími vrcholy jsou mimo jiné Bichuelo, Anambro, Chinobre, Pico Limante, Pico del Inglés a Cruz del Carmen. Odhadované stáří pohoří je 7 až 9 miliónů let, což z něj činí jednu z nejstarších částí ostrova.
Z botanického hlediska se v tomto horském masivu nachází několik rozdílných přírodních habitatů, např. laurisilva či fayal-brezal. V porovnání s jihem ostrova je zdejší klima vlhčí a vegetace bujnější.

## Fotogalerie

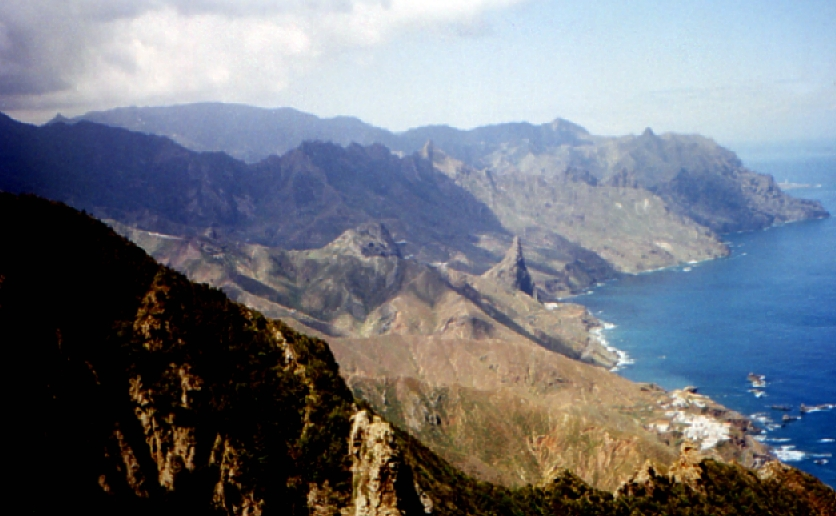
Anaga
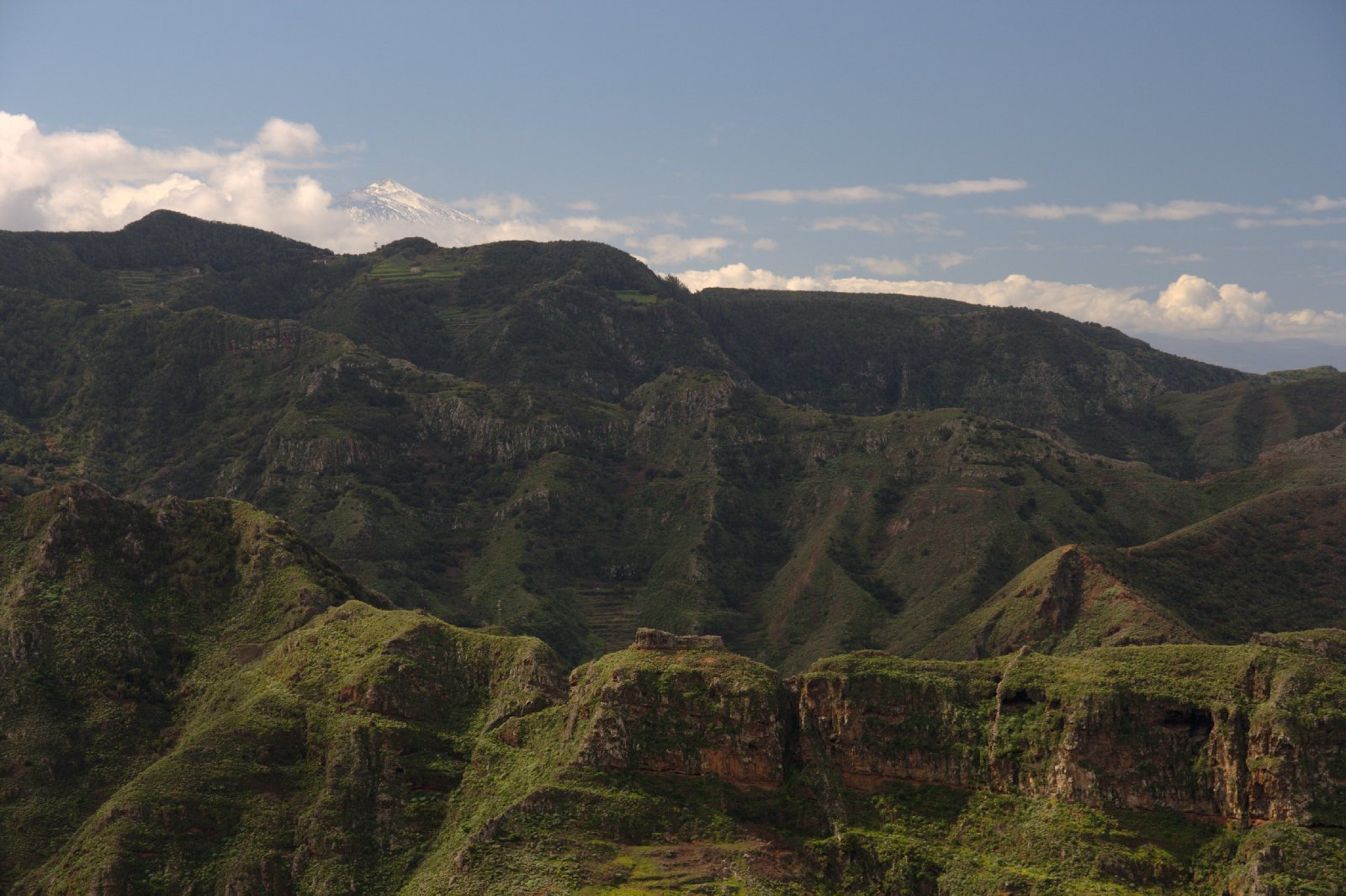
Mirador de Aguaide
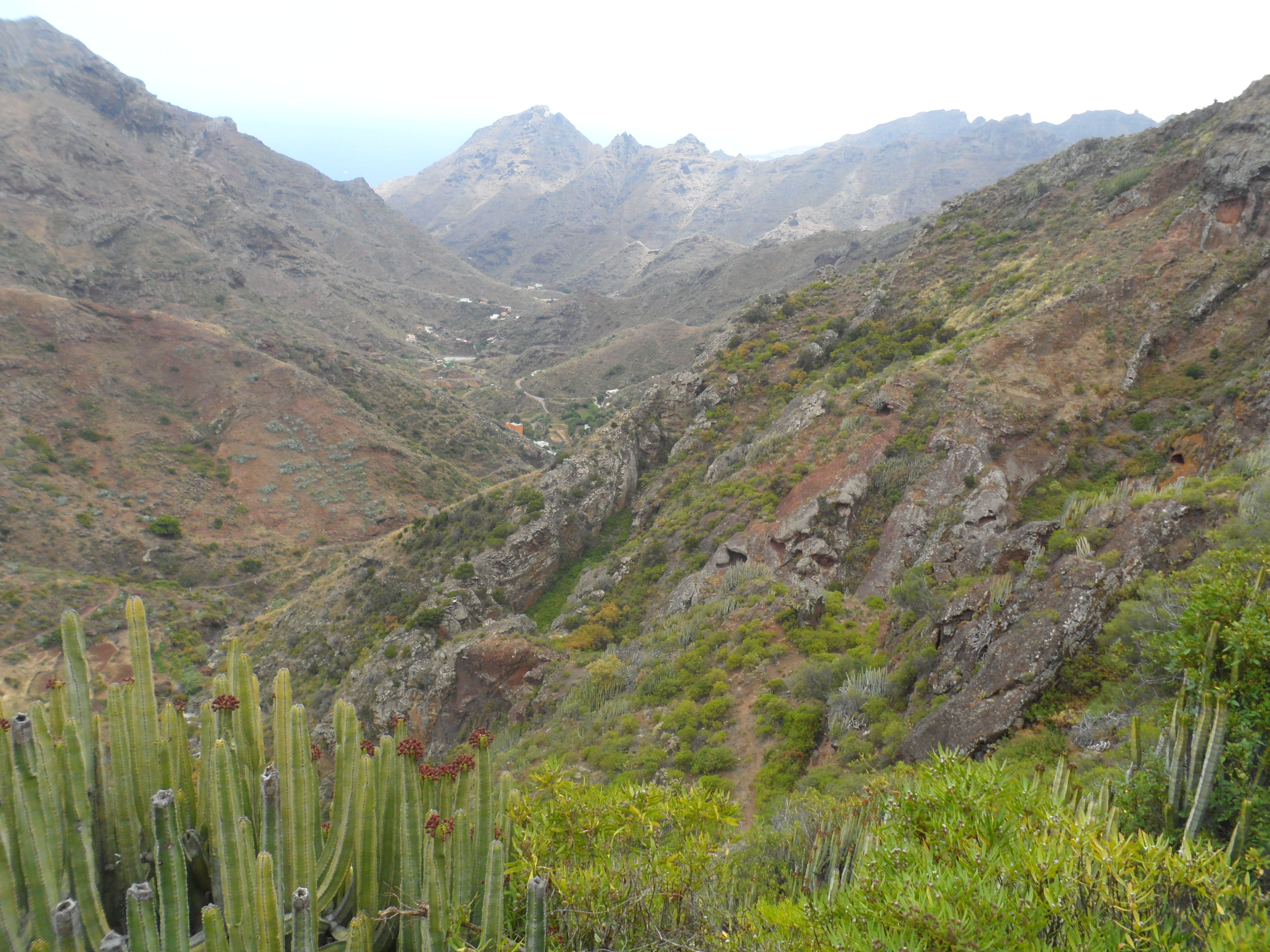
Valle Brosque
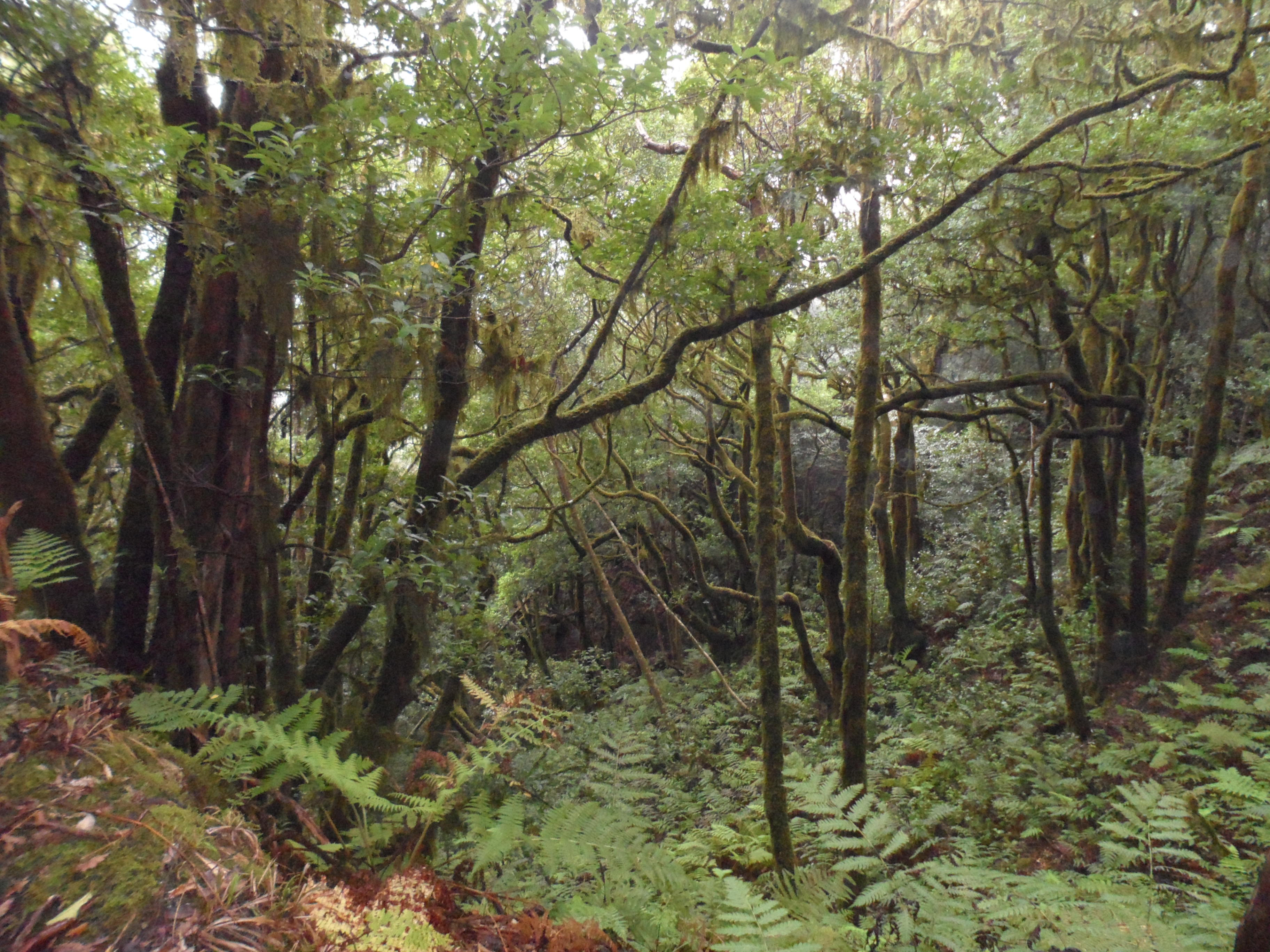
laurisilva